# YAML (프레임워크)
YAML(Yet Another Multicolumn Layout)은 크로스 브라우저 CSS 프레임워크이다. 웹 디자이너들이 비교적 적은 노력으로 장벽이 낮은 웹사이트를 만들 수 있게 해준다. 여기에는 워드프레스, 라이프타입, TYPO3, 줌라, xt Commerce, 드루팔이 포함된다.